# 214883 Yuanxikun
214883 Yuanxikun este o planetă minoră (asteroid) din centura de asteroizi. A fost descoperită pe 11 septembrie 2007 la Xuyi County⁠(d) de Observatorul de pe Muntele Purpuriu⁠(d). 
Obiectul prezintă o orbită caracterizată de o semiaxă mare de 2,3889271894735 UAi, o excentricitate de 0,21, o înclinație de 7,7 ° în raport cu ecliptica.